# Жіночий королівський армійський корпус
Жіночий королівський армійський корпус (англ.  Women's Royal Army Corps, скорочено також WRAC) — армійський корпус Британської армії, в якому несли службу виключно жінки (за винятком лікарів, медсестер і капеланів) з 1949 по 1992 роки.

## Історія
Жіночий королівський армійський корпус був сформований 1 лютого 1949 наказом № 6 як правонаступник Жіночого допоміжного територіального корпусу, утвореного в 1938 році.
Службовці корпусу вирішували переважно адміністративні завдання. У березні 1952 року в корпусі були офіційно запроваджені військові звання Британської армії. У складі корпусу також був чисто повністю жіночий військовий оркестр.
У 1974 році дві жінки з корпусу стали жертвами теракту в Гілфорді, тоді ж загинули ще два солдата Шотландської гвардії.
У жовтні 1990 року в рамках військових реформ жінки з корпусу були переведені в інші частини. У квітні 1992 року корпус був офіційно розформований, а його правонаступником став Корпус генеральних ад'ютантів.

## Відомі командири
Найвищим званням корпусу було звання бригадира, яке мала директор корпусу. Втім, де-юре командування корпусом було і серед повноважень деяких членів британської королівської сім'ї, які також були покровителями корпусу. Так, «королівським» командиром жіночого корпусу були принцеса Марія з 1949 по 1965 роки (дослужилася до звання генерала 23 листопада 1956) і герцогиня Катерина з 1967 по 1992 роки (генерал-майор).

## Список директорів корпусу
- Бригадир-пані Мері Тируитт (1949-1950)
- Бригадир-пані Мері Коулшед (1950-1954)
- Бригадир-пані Марія Рэйлтон (1954-1957)
- Бригадир-пані Мері Колвін (1957-1961)
- Бригадир-дама Джин Ріветт-Дрейк (1961-1964)
- Бригадир-дама Джоан Хендерсон (1964-1967)
- Бригадир-пані Мері Андерсон (1967-1970)
- Бригадир Шейла Хіні (1970-1973)
- Бригадир Ейлін Нолан (1973-1977)
- Бригадир Енн Філд (1977-1982)
- Бригадир Хелен Мічі (1982-1986)
- Бригадир Ширлі Найлд (1986-1989)
- Бригадир Гаель Ремсі (1989-1992)
- Бригадир Джоан Роулстоун (1992-1994)

## См. також
- Жіночі королівські військово-повітряні сили Великої Британії
- Жіночі королівські військово-морські сили Великої Британії